# Jeux d'eau (Ravel)

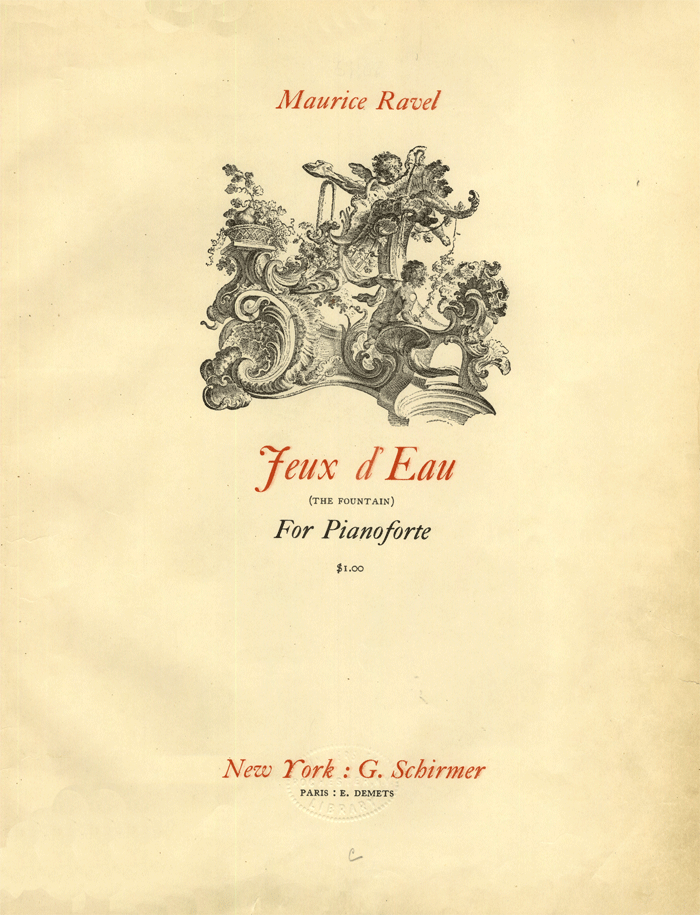

Jeux d'eau (tiếng Việt: Trò chơi của nước) là tác phẩm được sáng tác dành cho piano của nhà soạn nhạc người Pháp Maurice Ravel. Ông sáng tác tác phẩm này vào năm 1901. Với tác phẩm này, lần đầu tiên trong lịch sử nghệ thuật piano, Ravel là người đã ứng dụng kỹ thuật mới về chạy lướt âm.